# Théodore Wambeke
Théodore Wambeke (Gante, 28 de noviembre de 1903-Gante, 7 de mayo de 1984) fue un deportista belga que compitió en remo. Ganó dos medallas de bronce en el Campeonato Europeo de Remo, en los años 1926 y 1927.

## Palmarés internacional
| Campeonato Europeo | Campeonato Europeo | Campeonato Europeo | Campeonato Europeo |
| Año                | Lugar              | Medalla            | Prueba             |
| ------------------ | ------------------ | ------------------ | ------------------ |
| 1926               | Lucerna (Suiza)    | Medalla de bronce  | Ocho con timonel   |
| 1927               | Como (Italia)      | Medalla de bronce  | Cuatro con timonel |